# Haplostiche
Haplostiche, en ocasiones erróneamente denominado Arhaplostichoum, es un género de foraminífero bentónico de estatus incierto, tal vez relacionado con Coscinophragma de la familia Coscinophragmatidae, de la superfamilia Coscinophragmatoidea, del suborden Biokovinina y del orden Loftusiida, o con Cribratina de la familia Cribratinidae, de la superfamilia Haplophragmioidea, del suborden Loftusiina y del orden Loftusiida. Fue considerado un subgénero de Clavulina, es decir, Clavulina (Haplostiche) de la subfamilia Valvulininae, de la familia Valvulinidae, de la superfamilia Eggerelloidea, del suborden Textulariina y del orden Textulariida. Su especie tipo es Dentalina foedissima. Su rango cronoestratigráfico abarca desde el Devónico hasta el Cretácico.

## Discusión
Clasificaciones previas incluían Haplostiche en la superfamilia Textularioidea.

## Clasificación
Haplostiche incluye a las siguientes especies:
- Haplostiche constricta
- Haplostiche dentalinoides
- Haplostiche dubia
  - Haplostiche dubia intermedia
- Haplostiche foedissima
- Haplostiche mira
- Haplostiche naibica
- Haplostiche oligostegia
- Haplostiche sherborniana
- Haplostiche soldanii
- Haplostiche texana
- Haplostiche trigona